# 닛폰 생명보험
닛폰 생명보험 상호회사(일본어: 日本生命保険相互会社, 영어: Nippon Life Insurance Company)는 일본의 생명 보험 회사이다. 총자산으로 간포 생명보험(일본우정그룹) 다음으로 업계 2위 회사이며 보유계약고·보험료 수입으로는 최대 기업이다. 주식회사가 아닌 상호회사이다.
약칭으로 닛폰 생명(日本生命), 또는 닛세이(ニッセイ).

## 같이 보기
- 센트럴·퍼시픽 교류전